# Антонево (Чарнковсько-Тшцянецький повіт)
Антонево (пол. Antoniewo) — село в Польщі, у гміні Любаш Чарнковсько-Тшцянецького повіту Великопольського воєводства.
Населення — 153 особи (2011).
У 1975-1998 роках село належало до Пільського воєводства.

## Демографія
Демографічна структура станом на 31 березня 2011 року:
|          | Загалом | Допрацездатний вік | Працездатний вік | Постпрацездатний вік |
| -------- | ------- | ------------------ | ---------------- | -------------------- |
| Чоловіки | 77      | 11                 | 63               | 3                    |
| Жінки    | 76      | 14                 | 49               | 13                   |
| Разом    | 153     | 25                 | 112              | 16                   |